# Папский Латеранский университет
Папский Латеранский университет (лат. Pontificia Universitas Lateranensis) — один из папских университетов в Риме.

## История
История Папского Латеранского университета начинается в 1773 году, папа римский Климент XIV, упразднив Общество Иисуса, передал епархиальному духовенству богословский и философский факультеты руководимой иезуитами Римской коллегии (Григорианский университет) и преобразовал её в семинарию для подготовки епархиальных священников Церковного государства.

## Деятельность
Почти 57 учебных заведений во всём мире различным образом связаны с Латеранским университетом, являясь его отделениями, филиалами, ассоциированными институтами и т. д. В их число входит Богословский институт «Святого Иоанна Златоуста» при Высшей духовной семинарии «Мария — Царица апостолов» в Санкт-Петербурге.
Многие студенты и преподаватели Латеранского университета сыграли большую роль в истории Церкви и культуры: с ним связаны имена римских пап Пия IX, Бенедикта XV, Иоанна XXIII, Павла VI, кардиналов Г. П. Агаджаняна, П. Гаспарри, А. Оттавиани, П. Паренти, Ф. Роберти, Э. Тиссерана, святых Гаспара дель Буфало, Хосемарии Эскривы де Балагера, философов Э. Бетти, К. Фабро и др.
Латеранский университет выпускает периодические издания Studia et documenta historiae et iuris (с 1880), Apollinarius (с 1928), Lateranum (с 1935), Aquinas (с 1958), Nuntium (с 1996) и др.
Ныне в Латеранском университете учится около 2500 студентов, представляющих более 100 стран.

## Факультеты
Университет насчитывает 4 факультета: философии, теологии (где изучают христологию и экклезиологию), канонического и гражданского права. Факультеты возглавляются деканами в чине монсеньора.

## Великие Канцлеры Папского Латеранского университета с1965 года
- кардинал Луиджи Тралья † (30 марта 1965 — 9 января 1968, в отставке);
- кардинал Анджело Делл’Акква, O.Ss.C.A. † (13 января 1968 — 27 августа 1972, до смерти);
- кардинал Уго Полетти † (26 марта 1973 — 17 января 1991, в отставке);
- кардинал Камилло Руини — (1 июля 1991 — 27 июня 2008, в отставке);
- кардинал Агостино Валлини — (27 июня 2008 — 26 мая 2017, в отставке);
- кардинал Анджело Де Донатис — (26 мая 2017 — по настоящее время).